# Обед

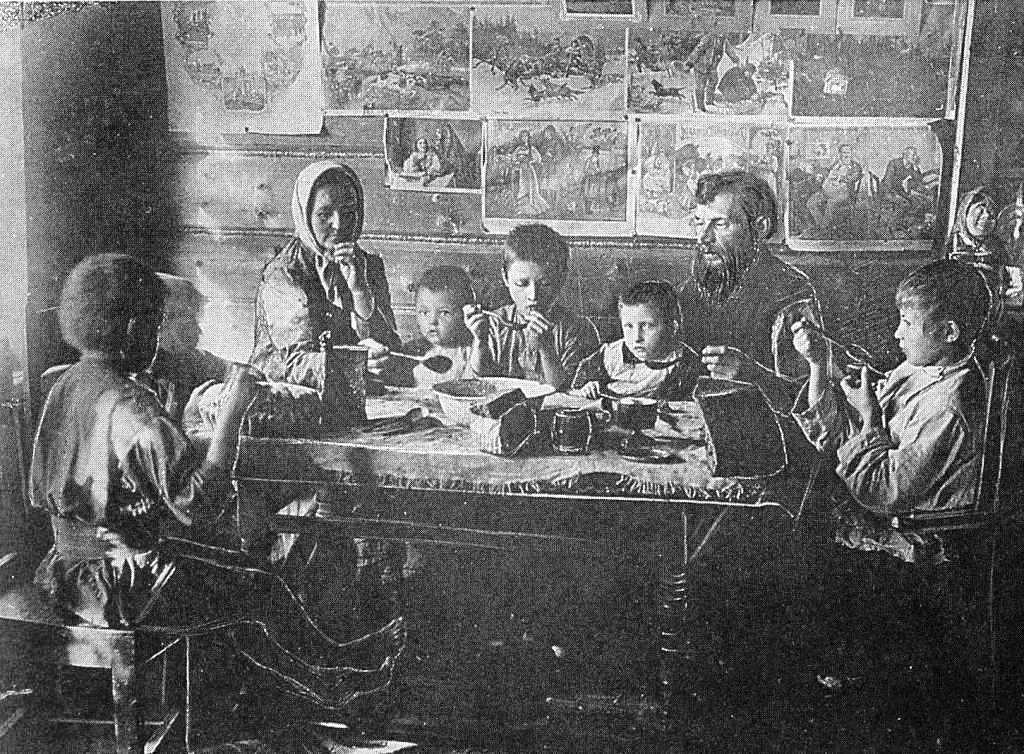
Крестьянская семья за обедом

Обе́д (ст.‑слав. обѣдъ, от праслав. *ое̌dъ, составлено из предлога «об-, о-» и корня «ед» (еда)) — основной дневной приём пищи; в древности обозначало не саму дневную трапезу, а время до и после еды (см. обедня, молитва трапезы).
Слово имело также значение — «полдень», «юг», поскольку в старину пищу принимали в середине дня, когда солнце стоит в южной части неба.
Второй или третий приём пищи в день (обычно после первого либо второго завтрака), наиболее обильный. Как правило, на обед подаётся горячая пища. В большинстве стран обеденное время приходится на период от 11 до 15 часов (в офисах).
В гостиницах обед является частью полного пансиона.

## Меню и последовательность блюд
В меню комплексного обеда (см. также общественное питание) входят 2, 3 или 4 блюда. Наиболее полноценен и разнообразен рацион, в котором обед состоит из четырёх блюд: закуски, супа, второго и десерта. Такая последовательность подачи не случайна, она установилась издавна:
- вступление: сначала подают к столу закуски, небольшие по объёму кушанья острого и солоноватого вкуса. Они возбуждают аппетит, что благотворно воздействует на пищеварение и способствует усвоению следующих блюд обеда (намёк на обед). Возбуждают аппетит и супы (полноценное приглашение к обеду или разминка).
- развитие: вторые блюда хорошо насыщают. Обычно они калорийны и разнообразны по набору продуктов, а, следовательно, и по содержанию питательных веществ (собственно обед).
- завершение: сладкие блюда завершают обед. Они снабжают организм необходимыми сахарами, отличаются приятным вкусом и ароматом (прощание).

Обед также может состоять только из двух блюд (опускают закуски и сладкое). Тогда происходит смещение порядка, и супы становятся первым блюдом собственно обеда. На практике также часто встречается обед из одного блюда с чаем и хлебом.

## В культуре
- «Обед на небоскрёбе» (фотография, 1932)
- «Обед нагишом» (1992)